# David J. Foster

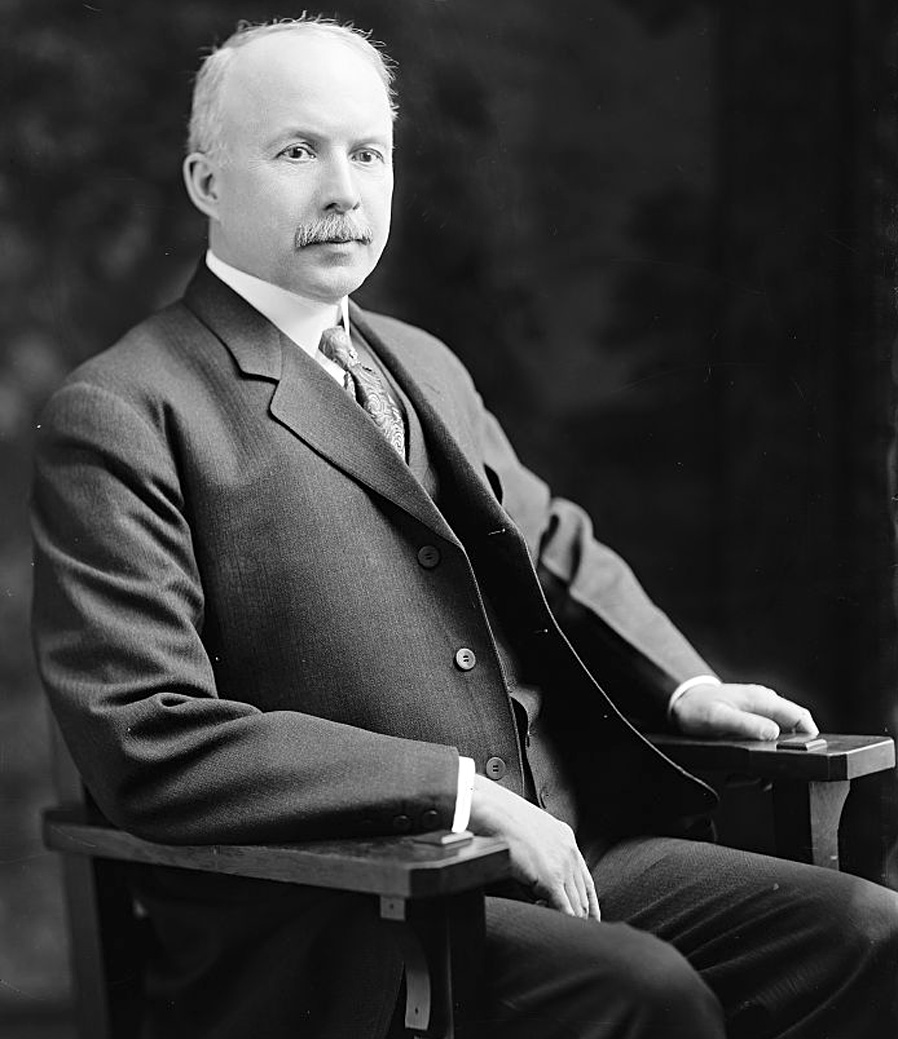
David J. Foster

David Johnson Foster (* 27. Juni 1857 in Barnet, Caledonia County, Vermont; † 21. März 1912 in Washington, D.C.) war ein US-amerikanischer Politiker. Zwischen 1901 und 1912 vertrat er den ersten Wahlbezirk des Bundesstaates Vermont im US-Repräsentantenhaus.

## Werdegang
David Foster besuchte die öffentlichen Schulen seiner Heimat und dann bis 1876 die St. Johnsbury Academy. Anschließend absolvierte er im Jahr 1890 das Dartmouth College in Hanover (New Hampshire). Nach einem Jurastudium und seiner im Jahr 1883 erfolgten Zulassung als Rechtsanwalt begann Foster in Burlington in seinem neuen Beruf zu arbeiten. Zwischen 1886 und 1890 war er Staatsanwalt im Chittenden County.
Politisch wurde Foster Mitglied der Republikanischen Partei. Von 1892 bis 1894 saß er im Senat von Vermont. In den Jahren 1894 bis 1898 war er Steuerbeauftragter des Staates und von 1898 bis 1900 war er Vorsitzender des Eisenbahnausschusses. In den Jahren 1910 und 1911 leitete er amerikanische Delegationen zur 100-Jahr-Feier der Unabhängigkeit Mexikos in Mexiko-Stadt und zu einer internationalen Landwirtschaftsversammlung in Rom.
Bei den Kongresswahlen des Jahres 1900 wurde Foster im ersten Distrikt von Vermont in das US-Repräsentantenhaus in Washington gewählt. Dort trat er am 4. März 1901 die Nachfolge von H. Henry Powers an. Nachdem er bei den folgenden Kongresswahlen bis einschließlich 1910 jeweils in seinem Mandat bestätigt wurde, konnte Foster bis zu seinem Tod am 21. März 1912 im Kongress verbleiben. Von 1905 bis 1911 war er Vorsitzender des Ausschusses, der die Ausgaben des Handelsministeriums kontrollierte. Zwischen 1909 und 1911 war er auch Mitglied des auswärtigen Ausschusses. David J. Foster wurde in Burlington beigesetzt.